# Un día perdido
Un día perdido es una película del director español José María Forqué de 1954. El éxito de El diablo toca la flauta, realizada en 1953 por José María Forqué con guion escrito junto a Noel Clarasó, volvió a unir a los dos, al año siguiente, en un nuevo proyecto donde también coincidían varias historias hilvanadas con una leve trama argumental. 

## Argumento
El argumento presenta a tres monjas, de paso en Madrid, que deben pernoctar en el convento de su orden. Al recoger sus maletas descubren un cesto con un niño recién nacido y, aunque piensan en entregarlo a la Beneficencia, optan por tratar de localizar a sus padres con la complicidad del mejor taxista que podían imaginar: el gran Pepe Isbert. 

## Reparto
- Elena Barrios - Conchita
- Josefina Bejarano - Dueña del piso
- Manuel Bermúdez Boliche - Maletero gordo
- Xan das Bolas - Maestro de baile
- Irene Caba Alba - Filo
- Ana María Ventura - Señora de Pacheco

También supuso el debut cinematográfico de Fernando Guillén.